# Ансбах
Ансбах (нім. Ansbach) — місто в Німеччині, місто земельного підпорядкування, розташоване в землі Баварія.
Центр адміністративного округу Середня Франконія. Ансбах розташований за 40 кілометрів на південний захід від Нюрнберга та на 145 кілометрів на північ від Мюнхена, на річці Френкіше-Рецат, притоці Майну. Населення становить 40 253 особи (станом на 31 грудня 2010 року). Займає площу 99,92 км2. Офіційний код — 09 5 61000.
У місті знаходяться п'ять шкіл і Вища технічна школа Ансбах. Поблизу Ансбаху проходить автобан A6 і дві автомагістралі B13 і B14.

## Клімат
Місто знаходиться у зоні, котра характеризується морським кліматом. Найтепліший місяць — липень із середньою температурою 17.8 °C (64 °F). Найхолодніший місяць — січень, із середньою температурою -1.1 °С (30 °F).
| Клімат Ансбаха          | Клімат Ансбаха | Клімат Ансбаха | Клімат Ансбаха | Клімат Ансбаха | Клімат Ансбаха | Клімат Ансбаха | Клімат Ансбаха | Клімат Ансбаха | Клімат Ансбаха | Клімат Ансбаха | Клімат Ансбаха | Клімат Ансбаха | Клімат Ансбаха |
| Показник                | Січ.           | Лют.           | Бер.           | Квіт.          | Трав.          | Черв.          | Лип.           | Серп.          | Вер.           | Жовт.          | Лист.          | Груд.          | Рік            |
| Абсолютний максимум, °C | 11             | 13             | 22             | 29             | 30             | 32             | 37             | 33             | 30             | 26             | 19             | 13             | 37             |
| Середній максимум, °C   | 0              | 2              | 7              | 11             | 16             | 19             | 21             | 21             | 18             | 12             | 5              | 2              | 11             |
| Середня температура, °C | −1             | 0              | 3              | 7              | 12             | 15             | 17             | 17             | 13             | 9              | 3              | 0              | 8              |
| Середній мінімум, °C    | −2             | −2             | 0              | 3              | 7              | 11             | 12             | 12             | 9              | 5              | 1              | −1             | 5              |
| Абсолютний мінімум, °C  | 0              | −18            | −15            | −5             | −2             | 2              | 5              | 2              | −1             | −5             | −10            | −20            | −20            |
| Норма опадів, мм        | 30             | 30             | 30             | 20             | 50             | 60             | 60             | 90             | 40             | 40             | 30             | 50             | 600            |
| Днів з дощем            | 16             | 13             | 14             | 13             | 16             | 15             | 13             | 13             | 11             | 11             | 14             | 17             | 166            |
| Днів зі снігом          | 8              | 6              | 4              | 2              | 0              | 0              | 0              | 0              | 0              | 0              | 3              | 7              | 30             |
| ----------------------- | -------------- | -------------- | -------------- | -------------- | -------------- | -------------- | -------------- | -------------- | -------------- | -------------- | -------------- | -------------- | -------------- |
| Джерело: Weatherbase    |                |                |                |                |                |                |                |                |                |                |                |                |                |

## Історія
Історія міста починається із заснування бенедиктинського монастиря у 748 році дворянином Гумбертусом, який пізніше був зведений у ранг святих. Поселення, яке виникло довкола монастиря, з часом розрослося у місто.
Бургграф фон Нюрнберг придбав Ансбах як ленне володіння у 1331 році у графа фон Оеттінген. Пізніше, у середині XIV століття, після декількох бургграфських війн з жителями Нюрнберга бургграф Нюрнберзький переніс свою резиденцію до Ансбаху. З того часу Ансбах став столицею Середньої Франконії — саме тут розташовувався його суд і уряд, розподілявся бюджет, а півмільйонний Нюрнберг знаходився у соракатисячного Ансбаха в адміністративному підпорядкуванні.
Під час Тридцятирічної війни маркграф Ансбаський був на боці Реформації. 1685 року в Ансбах прибули декілька родин гугенотів.
До початку XVIII століття в місті утворилася єврейська діаспора. У 1746 році відбулося освячення синагоги. Її будівництво у 1732 році дозволив маркграф за умови, що зовні синагога нічим не нагадуватиме єврейський молитовний будинок, що цілком вдалося втілити придворному архітектору Леопольду Ретта.
Після Другої світової війни тут діяло спортивне товариство УСТ Пролом (Ансбах).

## Визначні місця
- Собор Святого Іонанна (St. Johannis), 1441
- Собор Святого Гумберта (St. Gumbertus)
- Резиденція маркграфів Ансбаських (1713—1732) з парком та оранжереєю
- Пам'ятники Йоганну Себастьяну Баху, Каспару Хаузеру, Симону Маріусу та ін.

## Відомі уродженці і жителі
- Симон Маріус (1573—1624) — німецький астроном, математик і лікар, який відкрив у 1609 році супутники Юпітера.
- Лео фон Зекендорф (1775—1809) — німецький поет.
- Август фон Платен (1796—1835) — німецький поет-лірик.
- Адальберт фон Ладенберг (1798—1855) — прусський державний діяч.
- Герман Фегелейн (1906—1945) — німецький військовий діячь Другої світової війни, группенфюрер СС.
- Теодор Ешерих (1857—1911) — німецький і австрійський лікар-педіатр.
- Ганс Міхаель Шлеттерер (1824—1893) — німецький музикознавець, диригент і композитор.
- Каспар Хаузер (1812—1833) — хлопець, якого прозвали «Дитя Європи», одна із загадок XIX століття.
- Маркус Елієзер Блох — німецький лікар та природознавець.

## Міста-побратими
- Англет, Франція
- Бей-Сіті, Мічиган
- Фермо, Італія